# Кюстрінський плацдарм
Кюстрінський плацдарм був створений радянськими військами на західному березі річки Одра поблизу міста Кюстрін підрозділами Першого Білоруського фронту у часі Вісло-Одерської операції.

## Перебіг боїв
31 січня 1945 року передовий загін (командував полковник Харитон Єсипенко) 5-ї ударної армії — 253-тя стрілецька дивізія 57-го стрілецького корпусу — переправляються по льоду на західний берег Одри та займають невелику ділянку на північний захід від Кюстріна.
8-ма гвардійська армія мала завданням на 2 лютого захопити плацдарм на лівому березі Одри, однак змогла тільки вийти на рубіж Запціг — Дроссен.
Через 3 дні, 3 лютого, південніше Кюстріна переправляються частини 4-го гвардійського стрілецького корпусу 8-ї гвардійської армії (35-та, 47-ма, та 57-ма гвардійські стрілецькі дивізії); 28-й гвардійський стрілецький корпус — 79-та гвардійська, 88-ма гвардійська, з 8 лютого — ще 2 полки 39-ї гвардійської стрілецьких дивізій- мали завдання наступати на Альт-Тухебанд, та займають іще 3 невеликі плацдарми — один з них — біля Маншнова, запеклі бої точилися на рубежі річки Обра — у боях проти нацистської 21-ї танкової та 212-ї фольксгренадерської дивізій. Це все відбувалося під безперервними нальотами літаків Люфтваффе — здійснено було за добу до 1000 літаковильотів, радянські сили того дня відбили до 10 контратак. 370-та стрілецька дивізія тримала оборону біля населеного пункту Ней-Лебус — за 15 кілометрів від Франкфурта-на-Одері.
4 лютого 47-ма та 57-ма дивізія продовжують бої для розширення плацдарму, до вечора було зайнято населені пункти Вуден та Клессін, плацдарм розширюється до 13 кілометрів по фронту та сягає вглиб 3-4 км, в тому часі серед інших нацистами було уведено до бою танко-гренадерську дивізію «Курмарк», головні німецькі сили розташовувалися біля Подельціга.
5-го — 7 лютого німецькі контратаки із застосуванням танків здійснювалися в одному й тому ж напрямі кількаразово, села по кілька разів переходили з рук в руки. До кінця дня 7 лютого плацдарм 8-ї гвардійської армії був розширений до 15 кілометрів по фронту та вглиб до 3-5 км.
8 лютого продовжується радянський наступ, донак внаслідок багаторазових німецьких контратак червоноармійці були дещо потіснені; 9 лютого 8-ма гвардійська армія посилюється 11-м танковим корпусом.
Німецькі війська до 13 лютого щоденно здійснювали по 5-10 контратак із застосуванням танків задля ліквідації плацдармів, 14-го переходить до оборони. На останні перекидаються свіжі сили, радянські підрозділи змогли відбити контратаки та розширити плацдарми.
22 березня німецькими силами було здійснено останню спробу вибити радянські війська з плацдармів, вона також закінчилася невдачею. Незважаючи на поразку та великі втрати Адольф Гітлер планував провести іще один потужний наступ задля деблокування Кюстріна. Одначе цим планам не судилося втілитися, так як до кінця березня з'єднання 5-ї ударної та 8-ї гвардійських армій займають Кюстрін та злучають зайняті території в один плацдарм, котрий мав по фронту до 44 кілометрів і вглиб 7-10 км.
За час боїв за утримання та розширення Кюстрінського плацдарму втрати Червоної армії склали 61 799 чоловік, з них вбитими 15 466.
Плацдарм у подальшому був використаний при підготовці та здійсненні Берлінської операції. На Кюстрінському плацдармі до 16 квітня для вирішального наступу на Берлін було зосереджено головні сили Першого Білоруського фронту — 4 загальновійськові та 2 танкові армії — 3-тя і 5-та ударні (генерал М. Е. Берзарін), 8-ма гвардійська (генерал В. І. Чуйков), 47-ма армія, 1-ша (генерал М. Ю. Катуков) і 2-га гвардійські танкові армії (генерал С. І. Богданов).
З німецького боку в боях за плацдарм було задіяно до 10 дивізій. Тільки в березневих боях німецькі сили втратили до 22000 вбитими, понад 500 кулеметів, 260 гармат, 200 мінометів, 170 танків.

## Вшанування
Майор Євплов Іван Гаврилович, командир батальйону 988-го стрілецького полку 230-ї стрілецької дивізії, котрий одним з перших захопив плацдарм біля Кюстріна, вдостоєний звання Героя СРСР.
У 2013 році в містечку Цибінка було ексгумоване рештки іще 400 загиблих військових у боях за плацдарм.